# 幡掛大輔
幡掛 大輔（はたかけ だいすけ、1941年6月29日 - ）は、日本の実業家。クボタ代表取締役社長、同社代表取締役会長、日本農業機械工業会会長などを歴任した。

## 人物・経歴
福岡県北九州市の神職の家に長男として生まれる。伊勢神宮少宮司を務めた幡掛正浩は父。福岡県立東筑高等学校を経て、1964年横浜市立大学商学部卒業、久保田鉄工（現クボタ）入社。機械企画部長、枚方製造所長、経営管理部長等を経て、1999年取締役に昇格。企業行動監査部担当、関連事業推進部・情報化推進部副担当、経営企画部長等を務めた。2001年常務取締役に昇格し、コンプライアンス本部長、PV事業推進部長等を務めた後、2003年、代表取締役社長に昇格。2004年、日本ダクタイル鉄管協会会長に就任。2005年に発生したクボタショックに対応した。2009年代表取締役会長。2011年相談役。日本農業機械工業会会長等も務めた。